# Irawadi (album)
Iriwadi is een studioalbum van Michel Huygen. Hij nam het op in zijn eigen geluidsstudio te Barcelona vernoemd naar de bandnaam Neuronium, waarvan hij dan enig lid is. De titel verwijst naar de rivier Irawadi, een rivier in Myanmar. Het maakt samen met Angkor en Krung Thep deel uit van een drieluik gewijd aan meditatieve muziek. Het is een weerslag van Huygens reizen naar Indochina. Het album heeft een subtitel Extreme meditation volume 2 en achter op de hoes wordt nog vermeld "Flying music for deep meditation". De muziek bestaat romantische, kosmische elektronische muziek. 

## Musici
Michel Huygen speelt alle instrumenten.

## Tracks
| Nr. | Titel                   | Duur  |
| --- | ----------------------- | ----- |
| 1.  | Myanmar (Huygen)        | 5:11  |
| 2.  | Mandalay (Huygen)       | 3:59  |
| 3.  | Bagan (Huygen)          | 7:04  |
| 4.  | Vista Infinita (Huygen) | 9:27  |
| 5.  | Mount Popa (Huygen)     | 7:41  |
| 6.  | Amarapura (Huygen)      | 5:49  |
| 7.  | Irawadi (Huygen)        | 13:41 |